# Перевёрнутый детектив

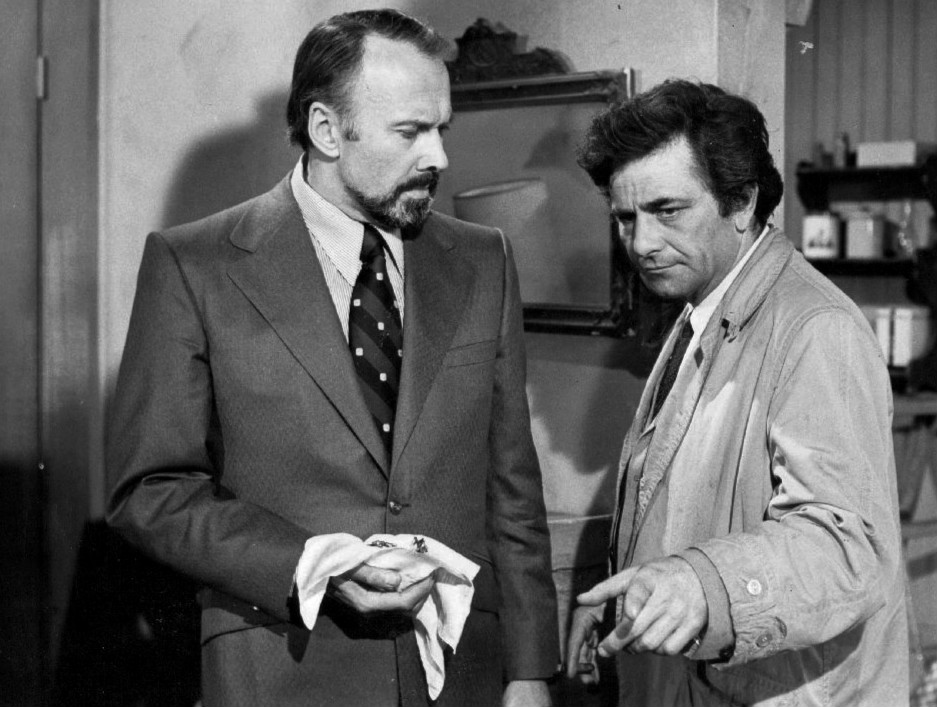
Питер Фальк в роли Коломбо и Ричард Кили в роли убийцы в эпизоде «Настоящий друг»

Перевёрнутый детектив — это направление в детективном жанре, где преступник, в отличие от традиционного детектива, известен с самого начала повествования. Как правило, в таких произведениях акцент делается на том, как именно сыщик будет доказывать вину преступника.

## История
Элементы перевёрнутого детектива вводились в литературу многими писателями, в частности, они присутствуют в романе «Преступление и наказание» Достоевского (1866) и рассказе «Идеальное преступление» Жана Ришпена (1877). Истоки перевёрнутого детектива присутствуют уже в древнекитайской «судебной прозе» (кит. 公案小说, Гунъань сяошо). Однако именно как поджанр детектива, а не фон для размышлений о натуре человека, концепцию перевёрнутого детектива ввёл в литературу (по его собственному утверждению) Ричард Остин Фримен. Фримен написал рассказ «Дело Оскара Бродского» и отправил его «знатокам по обе стороны Атлантики». Подобная история вызвала одобрение, и Фримен написал ещё четыре рассказа (три в «новом жанре» и один вполне традиционный) и объединил их сборник «Поющие кости» (англ. The Singing Bone) (1912).
Несколько лет назад я придумал в качестве эксперимента перевернутый детектив из двух частей. Первая часть была подробным описанием преступления, в котором излагались обстоятельства, мотивы и все сопутствующие обстоятельства. Читатель видел совершенное преступление, знал все о преступнике и располагал всеми фактами. Казалось бы, рассказывать больше нечего, но я рассчитал, что читатель будет настолько занят преступлением, что не обратит внимания на улики. И так получилось. Вторая часть, описывающая расследование преступления, имела для большинства читателей эффект новой сущностиР. Остин Фримен

## В литературе
Перевёрнутый детектив — это излюбленный жанр французских писателей Пьера Буало и Тома Нарсежака.
Роман «Правосудие», над которым Фридрих Дюрренматт работал много лет, настоящий перевёрнутый детектив: убийство совершается на глазах у множества людей, убийца и не думает скрываться, его заключают под стражу, — но цепь несуразностей только начинается. Не в силах понять мотив преступления, адвокат Шпет готов даже принять версию, подсказанную ему убийцей: а что, если и убил кто-то другой? Сомнение в познаваемости современного мира — один из характерных мотивов не только драматургии, но и прозы Дюрренматта.
Понять мотив преступления в «Правосудии» оказывается намного труднее, чем арестовать преступника; адвокат готов усомниться даже в том, что видел собственным глазами, потому что всё в этом мире зыбко, всё колеблется. Но мотив неожиданно находится в конце, в форме разоблачения: выясняется, что жертва поплатилась за совершённое некогда преступление, а «палач» в действительности сам является жертвой, — и вновь автор напоминает, что в этом мире нет правды, безусловной для всех.

## В кино
- Одним из известнейших телесериалов в жанре перевёрнутого детектива является «Коломбо» (1968—2003).
- Телесериал «Диагноз: убийство» (1993—2001).
- Телесериал «Детектив Монк» (2002—2009).
- Телесериал «Комиссар Рекс» (1994—2015).
- Телесериал «Лютер» (2010—…).
- Перелом (фильм, 2007)
- Телесериал «Покерфейс» (2023—…).
- Телесериал «Элсбет» (2024—…).